# Mordellistena beyrodti
Mordellistena beyrodti es una especie de coleóptero de la familia Mordellidae.

## Distribución geográfica
Habita en Colombia.